# Voyage vers la mère
Pour plus de détails, voir Fiche technique et Distribution.
Voyage vers la mère (en russe : Поездка к матери) est un film dramatique franco-russe de Mikhaïl Kossyrev-Nesterov, adapté d'un roman de Nicolas Planchais et sorti en 2014.
Le film met en exergue une citation de Simone de Beauvoir : « Tous les hommes sont mortels, mais pour chaque homme sa mort est un accident et, même s'il la connaît et y consent, une violence indue. »

## Synopsis
Le jeune russe Maxime, venu de Moscou, se rend à Aix-en-Provence, retrouver sa mère qui vit dans le massif de la montagne Sainte-Victoire, connue pour les tableaux de Paul Cézanne. Il y a un conflit entre le fils et sa mère. Les événements tragiques d'une seule journée — la rencontre avec la mère — bouleversent la vie du héros et de Marie-Louise, sa demi-sœur, née du mariage français de sa mère. Quelques jours passés ensemble permettent aux jeunes gens d'apprendre beaucoup l'un sur l'autre.

## Fiche technique
- Titre français : Voyage vers la mère
- Titre original : Поездка к матери
- Réalisation : Mikhaïl Kossyrev-Nesterov
- Scénario : Mikhaïl Kossyrev-Nesterov, d'après un roman de Nicolas Planchais
- Photographie : Oleg Loukitchov (ru)
- Montage : Nafi Dicko, Sergueï Ivanov
- Musique : Alekseï Kantsyrou
- Décors : François Salisch
- Production : Anastassia Kovtoune
- Société de production : M-Film, Fluid Company
- Budget : 800 000 EUR
- Pays d'origine :  Russie  -  France
- Langue originale : russe - français
- Format : couleur
- Genre : drame
- Durée : 95 minutes
- Dates de sortie :
  - Inde : 23 novembre 2014 (Festival international du cinéma indien)[1]
  - France : 25 août 2016 (XIXe festival de l'art russe au Palais des festivals et des congrès de Cannes)[2]
  - Russie : avril 2015 (Festival Dvijenie à Omsk) ; juin 2015 (Festival du film de Moscou 2015)

## Distribution
- Adèle Exarchopoulos : Marie Louise
- Artiom Alexeïev : Maxim
- Margarita Terekhova : la mère (voix)

## Production
Les prises de vue ont été faites de mars à mai 2013.
Les scènes d'intérieur ont été tournées en Russie, et celles d'extérieur en France.

## Accueil critique
« Пока вокруг твердят об изоляции России, режиссёры стараются снимать кино мирового класса... «Поездка к матери» Михаила Косырева-Нестерова могла бы участвовать в любом уважающем себя европейском фестивале: к этому располагают и здравый сценарий, и награжденная по заслугам операторская работа как всегда виртуозного Олега Лукичева. К тому же снят фильм в неприлично прекрасном французском Провансе, а сестру героя (Артем Алексеев, приз за лучшую мужскую роль) сыграла обладательница каннской «Золотой пальмовой ветви» Адель Экзаркопулос, та самая, из «Жизни Адель». Сюжет — оплакивание сводными братом и сестрой, русским и француженкой, внезапно умершей матери. Её черты, в фильме вовсе не показанные, изящно ограничены голосом за кадром. Голос принадлежит великой Маргарите Тереховой — прозрачное напоминание о другой Матери, из «Зеркала» Тарковского, и о тех временах, когда с подачи этого режиссёра российское кино было органичной частью мирового" »
— Anton Doline dans Aficha

« Alors que tout le monde parle de l'isolement de la Russie, des réalisateurs essaient de faire des films de classe mondiale... Voyage vers la mère de Mikhaïl Kossyrev-Nesterov aurait pu participer à n'importe quel festival européen qui se respecte : le scénario judicieux et le travail de photographie primé du toujours virtuose Oleg Loukitchov y contribuent. En outre, le film a été tourné dans une Provence d'une beauté surnaturelle, et la sœur du héros (Artiom Alexeïev, prix d'interprétation masculine) est interprétée par Adèle Exarchopoulos, lauréate de la Palme d'or à Cannes, celle-là même qui a joué dans La Vie d'Adèle. L'histoire est celle d'un demi-frère et d'une sœur, un Russe et une Française, qui pleurent la mort soudaine de leur mère. Les traits de cette dernière, qui n'apparaissent pas du tout dans le film, sont élégamment limités à une voix hors champ. Cette voix est celle de la grande Margarita Terekhova - un clin d'œil à la voix d'une autre mère, celle du Miroir de Tarkovski, et de l'époque où, grâce notamment à ce réalisateur, le cinéma russe rayonnait encore à l'international. »